# Flora Islanda
Flora Islanda, na području Islanda na 103.000 km² na popisu je 801 biljna vrsta, od toga 739 autohtonih sa 255 endema. Na jednosupnice (bez orhideja) otpada 133 vrste (jedna endemična); na orhideje 7 vrsta (bez endema); na dvosupnice 560 vrsta (253 endema). Neofita i uzgojenih biljaka ima 62 vrste.

## Vrste i podvrste
1. Abies lasiocarpa (Hook.) Nutt.
2. Abies sibirica subsp. sibirica Ledeb.
3. Achillea millefolium subsp. millefolium L.
4. Achillea ptarmica subsp. ptarmica L.
5. Aegopodium podagraria subsp. podagraria L.
6. Agrostemma githago L.
7. Agrostis canina subsp. canina L.
8. Agrostis capillaris L.
9. Agrostis stolonifera subsp. stolonifera L.
10. Ajuga pyramidalis subsp. pyramidalis L.
11. Alchemilla alpina L.
12. Alchemilla filicaulis Buser
13. Alchemilla glabra Neygenf.
14. Alchemilla glomerulans Buser
15. Alchemilla mollis (Buser) Rothm.
16. Alchemilla subcrenata Buser
17. Alchemilla wichurae (Buser) Stefansson
18. Allium oleraceum L.
19. Alopecurus aequalis subsp. aequalis Sobol.
20. Alopecurus geniculatus L.
21. Alopecurus pratensis subsp. pratensis L.
22. Angelica archangelica subsp. archangelica L.
23. Angelica archangelica subsp. litoralis L.
24. Angelica sylvestris subsp. sylvestris L.
25. Antennaria boecherana A. E. Porsild
26. Antennaria canescens (Lange) Malte
27. Anthemis arvensis subsp. arvensis L.
28. Anthoxanthum alpinum Á. Löve & D. Löve
29. Anthoxanthum odoratum L.
30. Arabidopsis lyrata subsp. petraea Andrz. ex DC.
31. Arabis alpina L.
32. Arctostaphylos uva-ursi subsp. uva-ursi (L.) Spreng.
33. Arenaria norvegica subsp. norvegica Gunnerus
34. Argentina anserina subsp. anserina (L.) Rydb.
35. Argentina anserina subsp. egedei (Crantz) Beck
36. Armeria maritima subsp. elongata
37. Armeria maritima subsp. maritima (Mill.) Willd.
38. Armeria maritima subsp. planifolia
39. Arrhenatherum elatius subsp. elatius (L.) P. Beauv. ex J. Presl & C. Presl
40. Asplenium quadrivalens (D. E. Mey.) Landolt
41. Asplenium septentrionale subsp. septentrionale (L.) Hoffm.
42. Asplenium viride Huds.
43. Athyrium filix-femina subsp. filix-femina (L.) Roth
44. Atriplex glabriuscula Edmondston
45. Atriplex patula subsp. patula L.
46. Avenella flexuosa subsp. flexuosa (L.) Drejer
47. Avenula pubescens subsp. pubescens (Huds.) Dumort.
48. Barbarea vulgaris subsp. vulgaris W. T. Aiton
49. Bartsia alpina L.
50. Bellis perennis L.
51. Betula nana subsp. nana L.
52. Betula pubescens subsp. pubescens Ehrh.
53. Betula pubescens var. pumila L.
54. Bistorta vivipara (L.) Delarbre
55. Botrychium boreale (Fr.) Milde
56. Botrychium lanceolatum subsp. lanceolatum (S. G. Gmel.) Ångstr.
57. Botrychium lunaria (L.) Sw. var. melzeri (S. G. Gmel.) Ångstr.
58. Botrychium lunaria (L.) Sw.
59. Botrychium minganense Vict.
60. Botrychium nordicum Stensvold & Farrar
61. Botrychium simplex subsp. simplex E. Hitchc.
62. Brassica rapa subsp. sylvestris
63. Bromus hordeaceus subsp. hordeaceus L.
64. Bromus inermis Leyss.
65. Cakile maritima subsp. islandica
66. Calamagrostis stricta subsp. stricta (Timm) Koeler
67. Callitriche hamulata W. D. J. Koch
68. Callitriche hermaphroditica subsp. hermaphroditica L.
69. Callitriche palustris L.
70. Callitriche stagnalis Scop.
71. Calluna vulgaris (L.) Hull
72. Caltha palustris L.
73. Caltha palustris L. var. radicans
74. Camelina microcarpa subsp. microcarpa Andrz. ex DC.
75. Campanula giesekiana Vest
76. Campanula rotundifolia subsp. rotundifolia L.
77. Cardamine bellidifolia L.
78. Cardamine hirsuta L.
79. Cardamine nymanii Gand.
80. Carex ×haematolepis Drejer
81. Carex adelostoma V. I. Krecz.
82. Carex atrata subsp. atrata L.
83. Carex bicolor All.
84. Carex bigelowii subsp. bigelowii Torr. ex Schwein.
85. Carex brunnescens subsp. brunnescens (Pers.) Poir.
86. Carex buxbaumii Wahlenb.
87. Carex canescens subsp. canescens L.
88. Carex capillaris L.
89. Carex capitata subsp. capitata L.
90. Carex chordorrhiza Ehrh. ex L. fil.
91. Carex demissa Hornem.
92. Carex diandra Schrank
93. Carex dioica L.
94. Carex echinata subsp. echinata Murray
95. Carex flacca subsp. flacca Schreb.
96. Carex flava subsp. flava L.
97. Carex glacialis Mack.
98. Carex glareosa subsp. glareosa Schkuhr ex Wahlenb.
99. Carex heleonastes subsp. heleonastes Ehrh. ex L. fil.
100. Carex krausei subsp. porsildiana Ehrh. ex L. fil.
101. Carex lachenalii subsp. lachenalii Schkuhr
102. Carex limosa L.
103. Carex lyngbyei Hornem.
104. Carex mackenziei V. I. Krecz.
105. Carex macloviana d´Urv.
106. Carex magellanica subsp. irrigua Schkuhr
107. Carex maritima Gunnerus
108. Carex microglochin Wahlenb.
109. Carex myosuroides Vill.
110. Carex nardina Fr.
111. Carex nigra subsp. nigra (L.) Reichard
112. Carex norvegica subsp. norvegica Retz.
113. Carex pallescens L.
114. Carex panicea L.
115. Carex pilulifera subsp. pilulifera L.
116. Carex pulicaris L.
117. Carex rariflora (Wahlenb.) Sm.
118. Carex rostrata Stokes
119. Carex rufina Drejer
120. Carex rupestris All.
121. Carex salina Wahlenb.
122. Carex saxatilis L.
123. Carex subspathacea Wormsk.
124. Carex vaginata Tausch
125. Carex viridula subsp. viridula Michx.
126. Carum carvi L.
127. Catabrosa aquatica (L.) P. Beauv.
128. Cerastium alpinum subsp. alpinum L.
129. Cerastium alpinum subsp. lanatum Bigelow
130. Cerastium arcticum Lange
131. Cerastium fontanum subsp. fontanum Baumg.
132. Cerastium glomeratum Thuill.
133. Cerastium holosteoides Fr. emend. Hyl.
134. Cerastium pumilum Curtis
135. Chamaenerion angustifolium subsp. angustifolium (L.) Scop.
136. Chamaenerion latifolium (L.) Sweet
137. Chenopodium album subsp. album L.
138. Cherleria biflora (L.) A. J. Moore & Dillenb.
139. Cirsium arvense (L.) Scop.
140. Cirsium heterophyllum (L.) Hill
141. Cochlearia groenlandica L.
142. Comarum palustre L.
143. Comastoma tenellum subsp. tenellum (Rottb.) Toyok.
144. Conringia orientalis (L.) Dumort.
145. Corallorhiza trifida Châtel.
146. Cornus suecica L.
147. Crassula aquatica (L.) Schönl.
148. Crepis paludosa (L.) Moench
149. Cryptogramma crispa subsp. crispa (L.) R. Br. ex Hook.
150. Cystopteris fragilis subsp. fragilis (L.) Bernh.
151. Dactylis glomerata subsp. glomerata L.
152. Dactylorhiza fuchsii subsp. fuchsii (Druce) Soó
153. Dactylorhiza maculata subsp. islandica (L.) Soó
154. Dactylorhiza maculata subsp. maculata (L.) Soó
155. Dactylorhiza viridis (L.) R. M. Bateman, Pridgeon & M. W. Chase
156. Dactylorhiza viridis var. islandica (L.) Soó
157. Danthonia decumbens subsp. decumbens (L.) DC.
158. Deschampsia cespitosa subsp. cespitosa (L.) P. Beauv.
159. Descurainia sophia subsp. sophia (L.) Webb ex Prantl
160. Diapensia lapponica L.
161. Dichodon cerastoides (L.) Rchb.
162. Diphasiastrum alpinum (L.) Holub
163. Draba alpina L.
164. Draba fladnizensis Wulfen
165. Draba hirta L.
166. Draba incana L.
167. Draba lactea subsp. lactea Adams
168. Draba nivalis Lilj.
169. Draba norvegica Gunnerus
170. Draba oxycarpa Sommerf.
171. Draba verna L.
172. Drosera rotundifolia L.
173. Dryas octopetala subsp. octopetala L.
174. Dryopteris expansa (C. Presl) Fraser-Jenk. & Jermy
175. Dryopteris filix-mas subsp. filix-mas (L.) Schott
176. Eleocharis acicularis subsp. acicularis (L.) Roem. & Schult.
177. Eleocharis quinqueflora (Hartmann) O. Schwarz
178. Eleocharis uniglumis subsp. uniglumis (Link) Schult.
179. Elymus alopex B. Salomon
180. Elymus caninus (L.) L.
181. Elymus kronokensis subsp. subalpinus
182. Elymus repens subsp. repens (L.) Gould
183. Empetrum nigrum subsp. nigrum L.
184. Epilobium alsinifolium subsp. alsinifolium Vill.
185. Epilobium anagallidifolium Lam.
186. Epilobium hornemannii subsp. hornemannii Rchb.
187. Epilobium lactiflorum Hausskn.
188. Epilobium palustre L.
189. Equisetum ×moorei Newman
190. Equisetum arvense subsp. alpestre
191. Equisetum arvense subsp. arvense L.
192. Equisetum fluviatile L.
193. Equisetum hyemale subsp. hyemale L.
194. Equisetum palustre L.
195. Equisetum pratense Ehrh.
196. Equisetum sylvaticum L.
197. Equisetum variegatum subsp. variegatum Schleich.
198. Erigeron borealis (F. Vierh.) Simmons
199. Erigeron eriocephalus J. Vahl
200. Erigeron humilis Graham
201. Erigeron uniflorus subsp. uniflorus L.
202. Eriophorum angustifolium subsp. angustifolium Honck.
203. Eriophorum scheuchzeri subsp. scheuchzeri Hoppe
204. Ervilia hirsuta (L.) Opiz
205. Erysimum cheiranthoides subsp. cheiranthoides L.
206. Erysimum hieracifolium L.
207. Euphrasia arctica subsp. borealis L.
208. Euphrasia calida Yeo
209. Euphrasia davidssonii Pugsley
210. Euphrasia frigida Pugsley
211. Euphrasia hirsuta T. Gliem. ex Bab.
212. Euphrasia ostenfeldii (Pugsley) Yeo
213. Euphrasia scottica Wettst.
214. Euphrasia vernalis List
215. Fallopia convolvulus (L.) Á. Löve
216. Festuca ovina subsp. ovina L.
217. Festuca richardsonii Hook.
218. Festuca rubra subsp. pruinosa L.
219. Festuca rubra subsp. rubra L.
220. Festuca vivipara (L.) Sm.
221. Ficaria verna subsp. verna Huds.
222. Filipendula ulmaria (L.) Maxim.
223. Fragaria vesca subsp. vesca L.
224. Fumaria officinalis subsp. officinalis L.
225. Galeopsis speciosa Mill.
226. Galeopsis tetrahit L.
227. Galium ×pomeranicum Retz.
228. Galium album subsp. album Mill.
229. Galium boreale L.
230. Galium normanii O. C. Dahl
231. Galium palustre subsp. palustre L.
232. Galium uliginosum L.
233. Galium verum subsp. verum L.
234. Gentiana nivalis L.
235. Gentianella amarella subsp. septentrionalis (Rottb.) Toyok.
236. Gentianella aurea (L.) Harry Sm.
237. Gentianella campestris subsp. campestris (L.) Börner
238. Gentianella campestris subsp. islandica (Rottb.) Toyok.
239. Gentianopsis detonsa subsp. detonsa (Rottb.) Ma
240. Geranium sylvaticum L.
241. Geum rivale L.
242. Glyceria fluitans (L.) R. Br.
243. Gnaphalium uliginosum L.
244. Gymnocarpium dryopteris (L.) Newman
245. Harrimanella hypnoides (L.) Coville
246. Hesperis matronalis subsp. matronalis L.
247. Hieracium acidophorum Omang
248. Hieracium acidophyllum Ósk.
249. Hieracium acidotoides (Dahlst.) Dahlst.
250. Hieracium acroscepes (Omang) Omang
251. Hieracium aeolocephalum Omang
252. Hieracium agastophyes Ósk.
253. Hieracium alpinum subsp. alpinum L.
254. Hieracium altipetens Omang
255. Hieracium amphichnoum Ósk.
256. Hieracium anelctum Omang
257. Hieracium angusticranum Ósk.
258. Hieracium anochnoum Ósk.
259. Hieracium anomodon Ósk.
260. Hieracium apachyglossum Ósk.
261. Hieracium aphyllocaule Ósk.
262. Hieracium apicicomum Omang
263. Hieracium aquiliforme (Dahlst.) Dahlst.
264. Hieracium aquitectum Ósk.
265. Hieracium arctocerinthe Dahlst. ex Jónss.
266. Hieracium arnarfellense Ósk.
267. Hieracium arrostocephalum Omang
268. Hieracium atrichocephalum (Dahlst.) Dahlst.
269. Hieracium atricholepium Ósk.
270. Hieracium austurgilense (Omang) Omang
271. Hieracium axillifrons Ósk.
272. Hieracium basipinnatum (Omang) Grøntved
273. Hieracium belonodontum (Dahlst.) Omang
274. Hieracium bipediforme Dahlst.
275. Hieracium cataponum Omang
276. Hieracium catoxylepis Omang
277. Hieracium cephalochnoum Ósk.
278. Hieracium chaetolepis Ósk.
279. Hieracium chaetophyllum Ósk.
280. Hieracium chamaecephalum Ósk.
281. Hieracium chamaeodon Ósk.
282. Hieracium chasmataeum Omang
283. Hieracium chlorolepidotum Ósk.
284. Hieracium chordum Ósk.
285. Hieracium chrysocladium Ósk.
286. Hieracium cladiopogon Ósk.
287. Hieracium clomacotes Omang
288. Hieracium congenitum (Dahlst.) Dahlst.
289. Hieracium cremnaeiforme (Omang) Omang
290. Hieracium cretatum Dahlst.
291. Hieracium crinosum Omang
292. Hieracium davidsonii Omang
293. Hieracium demissum (Strömf.) Dahlst.
294. Hieracium devians Dahlst.
295. Hieracium diacritum Omang
296. Hieracium dissotocoides Omang
297. Hieracium dovrense subsp. dovrense Fr.
298. Hieracium edentulum Ósk.
299. Hieracium einarssonii Ósk.
300. Hieracium elegantiforme Dahlst.
301. Hieracium erigescens Omang
302. Hieracium erythrostictum Omang
303. Hieracium euglaucum Omang
304. Hieracium euprosopum Omang
305. Hieracium exsiliusculum (Omang) Omang
306. Hieracium extracticaule (Omang) Omang
307. Hieracium floccellum Ósk.
308. Hieracium floccilepium Dahlst. ex Omang
309. Hieracium floccilimbatum (Dahlst.) Grøntved
310. Hieracium foliolosum Ósk.
311. Hieracium furfurosum (Dahlst.) Dahlst. ex Skottsb. & Vestergr.
312. Hieracium furvescens (Dahlst.) Omang
313. Hieracium fusciviride Ósk.
314. Hieracium gigantocephalum Ósk.
315. Hieracium gilense Ósk.
316. Hieracium groentvedii Ósk.
317. Hieracium gudbrandii Ósk.
318. Hieracium habrodon Ósk.
319. Hieracium hafstroendense Ósk.
320. Hieracium halfdanii Ósk.
321. Hieracium haploum Omang
322. Hieracium hoidalicum (Omang) Omang
323. Hieracium holopleuroides (Dahlst.) Omang
324. Hieracium holopleurophyllum Ósk.
325. Hieracium holopleurum Dahlst. ex Jónss.
326. Hieracium holostenophyllum Omang
327. Hieracium hraunense Omang
328. Hieracium hyocomium Ósk.
329. Hieracium hypoleptolepis Ósk.
330. Hieracium immodestum Greuter
331. Hieracium ingolfii Ósk.
332. Hieracium integrifrons Ósk.
333. Hieracium integrilaterum (Dahlst.) Omang
334. Hieracium jonassonii Ósk.
335. Hieracium kaldalonense Dahlst.
336. Hieracium lamprochlorum Omang
337. Hieracium leucoclonum Ósk.
338. Hieracium leucodetum Omang
339. Hieracium leucomalloides Ósk.
340. Hieracium leucomallum (Dahlst.) Dahlst.
341. Hieracium levihirtum Omang
342. Hieracium longifrons Dahlst.
343. Hieracium longipilipes Ósk.
344. Hieracium lopholepidioides Omang
345. Hieracium lygistodon Dahlst.
346. Hieracium macrocomum Dahlst.
347. Hieracium macrolasium Ósk.
348. Hieracium macropholidium (Dahlst.) Dahlst.
349. Hieracium magnidens Dahlst. ex Jónss.
350. Hieracium megalocaulon Ósk.
351. Hieracium megalomeres Omang
352. Hieracium megalophyton Ósk.
353. Hieracium megaphyes Ósk.
354. Hieracium mesopolium Dahlst.
355. Hieracium microdon (Dahlst.) Omang
356. Hieracium monanthum Omang
357. Hieracium murorum subsp. murorum L.
358. Hieracium myrdalense Ósk.
359. Hieracium nanidens Ósk.
360. Hieracium neorepandum P. D. Sell & C. West
361. Hieracium nepium Omang
362. Hieracium nigrescens subsp. nigrescens Willd.
363. Hieracium nigrescenticeps Omang
364. Hieracium nordenstamii Ósk.
365. Hieracium nordlandicum Dahlst.
366. Hieracium notophilum Ósk.
367. Hieracium obtusangulum Dahlst.
368. Hieracium olafii I. Ósk.
369. Hieracium oncadenium Ósk.
370. Hieracium ovatifolians Omang
371. Hieracium oxyodontophorum Ósk.
372. Hieracium oxypleurum Ósk.
373. Hieracium pallidivirens Ósk.
374. Hieracium pammelanum Omang
375. Hieracium pauradenium Ósk.
376. Hieracium paurocyma Omang
377. Hieracium paurodontum Ósk.
378. Hieracium pellaeocephalum Omang
379. Hieracium percome Omang
380. Hieracium percomiforme Ósk.
381. Hieracium perlaniferum Ósk.
382. Hieracium pernervosum Ósk.
383. Hieracium perornaticeps Omang
384. Hieracium perpiliferum Omang
385. Hieracium petiolosum Dahlst.
386. Hieracium phrixoclonum (Omang) Omang
387. Hieracium phrixomalliforme (Omang) Omang
388. Hieracium phyllochnoum Omang
389. Hieracium piciniforme Dahlst.
390. Hieracium poliobrachium Ósk.
391. Hieracium praecordans Omang
392. Hieracium praefloccellum Omang
393. Hieracium praegrandiceps Ósk.
394. Hieracium praepallens (Dahlst.) Dahlst.
395. Hieracium prasinamaurum Ósk.
396. Hieracium pullicalicitum Omang
397. Hieracium pumilare (Omang) Omang
398. Hieracium purpuriguttatum Ósk.
399. Hieracium pyrolifolium Ósk.
400. Hieracium repandilaterum Ósk.
401. Hieracium retifolium (Dahlst.) Dahlst.
402. Hieracium rhombotum Ósk.
403. Hieracium rubrimaculatum Ósk.
404. Hieracium sarcophylloton Ósk.
405. Hieracium schmidtii subsp. schmidtii Tausch
406. Hieracium scolopoglossum Ósk.
407. Hieracium scytalocephalum Omang
408. Hieracium semialpinum Ósk.
409. Hieracium semianglicum Ósk.
410. Hieracium semibipes (Dahlst.) Dahlst.
411. Hieracium semipercome Ósk.
412. Hieracium semiprolixum Dahlst.
413. Hieracium semisuperbum Ósk.
414. Hieracium senectum Dahlst.
415. Hieracium senex (Dahlst.) Dahlst.
416. Hieracium sericellum (Dahlst.) Dahlst.
417. Hieracium skarddalicum Ósk.
418. Hieracium skutudalicum Ósk.
419. Hieracium sococratoideum Omang
420. Hieracium sparsifolium Lindeb.
421. Hieracium stefanssonii Omang
422. Hieracium steffensenii Ósk.
423. Hieracium steindorii (Omang) Omang
424. Hieracium stellatifolium (Omang) Dahlst. ex Ósk.
425. Hieracium stenopholidium (Dahlst.) Dahlst. apud Omang
426. Hieracium stictophylloides Ósk.
427. Hieracium stoedvarense Omang
428. Hieracium stroemfeltii Dahlst.
429. Hieracium subapicicomum Ósk.
430. Hieracium subcongenitum Ósk.
431. Hieracium subfusciviride Ósk.
432. Hieracium subrotundiforme Ósk.
433. Hieracium subrotundum (Dahlst.) Dahlst. ex Omang
434. Hieracium tanyclonum Ósk.
435. Hieracium tapeinocephalum Omang
436. Hieracium taraxacifrons Ósk.
437. Hieracium thaectolepium Dahlst.
438. Hieracium thermophilum Ósk.
439. Hieracium thingvellirense Ósk.
440. Hieracium thulense Dahlst.
441. Hieracium trichotum (Dahlst.) Dahlst.
442. Hieracium tynnoglochin Ósk.
443. Hieracium tynnotrichum Dahlst.
444. Hieracium umbellatum subsp. umbellatum L.
445. Hieracium vikense Ósk.
446. Hieracium vogarense Ósk.
447. Hierochloe odorata subsp. odorata (L.) P. Beauv.
448. Hippuris vulgaris L.
449. Holcus lanatus subsp. lanatus L.
450. Honckenya peploides subsp. peploides (L.) Ehrh.
451. Huperzia europaea Björk
452. Huperzia selago subsp. selago (L.) Bernh.
453. Hydrocotyle vulgaris L.
454. Hymenophyllum wilsonii Hook.
455. Indigofera longebarbata Engl.
456. Isoetes echinospora Durieu
457. Isolepis setacea (L.) R. Br.
458. Jacobaea pseudoarnica (Less.) Zuev
459. Juncus alpinoarticulatus subsp. alpestris Chaix
460. Juncus alpinoarticulatus subsp. alpinoarticulatus Chaix
461. Juncus alpinoarticulatus subsp. rariflorus Chaix
462. Juncus arcticus subsp. arcticus Willd.
463. Juncus articulatus subsp. articulatus L.
464. Juncus balticus subsp. balticus Willd.
465. Juncus biglumis L.
466. Juncus bufonius L.
467. Juncus bulbosus subsp. bulbosus L.
468. Juncus castaneus subsp. castaneus Sm.
469. Juncus filiformis L.
470. Juncus ranarius Songeon & E. P. Perrier
471. Juncus squarrosus L.
472. Juncus triglumis subsp. triglumis L.
473. Juniperus communis L.
474. Kalmia procumbens (L.) Gift, Kron & P. F. Stevens
475. Knautia arvensis subsp. arvensis (L.) Coult.
476. Koeleria spicata subsp. spicata (L.) Barberá, Quintanar, Soreng, & P. M. Peterson
477. Koenigia islandica L.
478. Lamium album subsp. album L.
479. Lamium amplexicaule subsp. amplexicaule L.
480. Lamium confertum Fr.
481. Lamium purpureum subsp. purpureum L.
482. Lathyrus japonicus var. pubescens
483. Lathyrus palustris L.
484. Lathyrus pratensis L.
485. Lemna minor L.
486. Lepidium campestre (L.) W. T. Aiton
487. Lepidium perfoliatum L.
488. Lepidium ruderale L.
489. Leymus arenarius (L.) Hochst.
490. Leymus mollis subsp. mollis (Trin.) Pilg.
491. Ligusticum scoticum subsp. scoticum L.
492. Limosella aquatica L.
493. Linum catharticum subsp. catharticum L.
494. Littorella uniflora (L.) Asch.
495. Lolium perenne subsp. perenne L.
496. Lolium pratense (Huds.) Darbysh.
497. Lomatogonium rotatum (L.) Fr. ex Fernald
498. Lotus corniculatus subsp. corniculatus L.
499. Luzula arcuata subsp. arcuata (Wahlenb.) Sw.
500. Luzula confusa Lindeb.
501. Luzula congesta (Thuill.) Lej.
502. Luzula multiflora subsp. frigida (Wahlenb.) Sw.
503. Luzula multiflora subsp. multiflora (Ehrh.) Lej.
504. Luzula pallescens Sw.
505. Luzula spicata subsp. spicata (L.) DC.
506. Luzula sudetica (Willd.) Schult.
507. Lycopodium clavatum subsp. clavatum L.
508. Lysimachia europaea (L.) U. Manns & Anderb.
509. Lysimachia maritima (L.) Galasso, Banfi & Soldano
510. Matricaria discoidea DC.
511. Medicago lupulina L.
512. Melampyrum sylvaticum subsp. sylvaticum L.
513. Melanocalyx uniflora (L.) Morin
514. Mentha aquatica L.
515. Menyanthes trifoliata L.
516. Mertensia maritima subsp. maritima (L.) Gray
517. Micranthes foliolosa (R. Br.) Gornall
518. Micranthes nivalis (L.) Small
519. Micranthes stellaris subsp. stellaris (L.) Galasso, Banfi & Soldano
520. Micranthes tenuis (Wahlenb.) Small
521. Milium effusum subsp. effusum L.
522. Montia fontana subsp. fontana L.
523. Myosotis arvensis subsp. arvensis (L.) Hill
524. Myosotis discolor subsp. discolor Pers.
525. Myosotis scorpioides L.
526. Myosotis stricta Link ex Roem. & Schult.
527. Myriophyllum alterniflorum DC.
528. Myriophyllum spicatum L.
529. Myriophyllum verticillatum L.
530. Myrrhis odorata (L.) Scop.
531. Neottia cordata (L.) Rich.
532. Neottia ovata (L.) Bluff & Fingerh.
533. Noccaea alpestris (Jacq.) Kerguélen
534. Omalotheca norvegica (Gunnerus) Sch. Bip. & F. W. Schultz
535. Omalotheca supina (L.) DC.
536. Omalotheca sylvatica (L.) Sch. Bip. & F. W. Schultz
537. Ophioglossum azoricum C. Presl
538. Oreojuncus trifidus (L.) Záv. Drábk. & Kirschner
539. Orthilia secunda (L.) House
540. Oxalis acetosella L.
541. Oxyria digyna (L.) Hill
542. Papaver radicatum subsp. radicatum Rottb. ex DC.
543. Papaver radicatum subsp. stefanssonii
544. Papaver radicatum subsp. steindorssonianum
545. Paris quadrifolia L.
546. Parnassia palustris L.
547. Pedicularis flammea L.
548. Persicaria amphibia (L.) Gray
549. Persicaria lapathifolia subsp. lapathifolia (L.) Gray
550. Persicaria maculosa subsp. maculosa Gray
551. Phegopteris connectilis (Michx.) Watt
552. Phippsia algida (Solander) R. Br.
553. Phleum alpinum L.
554. Phleum pratense subsp. pratense L.
555. Phyllodoce caerulea (L.) Bab.
556. Picea engelmannii subsp. engelmannii Parry ex Engelm.
557. Picea glauca (Moench) Voss
558. Picea pungens Engelm.
559. Picea sitchensis (Bong.) Carrière
560. Pilosella floribunda (Wimm. & Grab.) Fr.
561. Pinguicula vulgaris L.
562. Pinus cembra L.
563. Pinus contorta subsp. contorta Boland.
564. Pinus sylvestris L.
565. Plantago lanceolata L.
566. Plantago major L.
567. Plantago maritima subsp. maritima L.
568. Platanthera hyperborea (L.) Lindl.
569. Poa alpina subsp. alpina L.
570. Poa angustifolia L.
571. Poa annua subsp. annua L.
572. Poa flexuosa subsp. flexuosa Sm.
573. Poa glauca subsp. glauca Vahl
574. Poa humilis Ehrh. ex Sm.
575. Poa nemoralis subsp. nemoralis L.
576. Poa pratensis subsp. alpigena L.
577. Poa pratensis subsp. pratensis L.
578. Poa trivialis subsp. trivialis L.
579. Polemonium caeruleum subsp. caeruleum L.
580. Polygonum arenastrum subsp. arenastrum Boreau
581. Polygonum aviculare subsp. aviculare L.
582. Polygonum aviculare subsp. boreale L.
583. Polypodium vulgare subsp. vulgare L.
584. Polystichum lonchitis (L.) Roth
585. Populus tremula L.
586. Potamogeton alpinus Balb.
587. Potamogeton berchtoldii subsp. berchtoldii Fieber
588. Potamogeton gramineus L.
589. Potamogeton natans L.
590. Potamogeton perfoliatus L.
591. Potamogeton pusillus L.
592. Potentilla crantzii subsp. crantzii (Crantz) Beck
593. Potentilla erecta (L.) Raeusch.
594. Primula egaliksensis Wormsk. ex Hornem.
595. Primula stricta Hornem.
596. Prunella vulgaris subsp. vulgaris L.
597. Pseudathyrium alpestre (Hoppe) Newman
598. Pseudorchis albida subsp. straminea
599. Puccinellia distans subsp. distans (Jacq.) Parl.
600. Puccinellia maritima (Huds.) Parl.
601. Pyrola grandiflora Radius
602. Pyrola minor L.
603. Ranunculus acris subsp. acris L.
604. Ranunculus flammula L.
605. Ranunculus glacialis L.
606. Ranunculus pygmaeus Wahlenb.
607. Ranunculus repens L.
608. Ranunculus reptans L.
609. Ranunculus trichophyllus subsp. trichophyllus Chaix
610. Rhamphospermum arvense (L.) Andrz. ex Besser
611. Rhinanthus minor subsp. borealis L.
612. Rhinanthus minor subsp. minor L.
613. Rhinanthus minor subsp. rusticulus (Chabert) L.
614. Rhodiola rosea L.
615. Rorippa islandica (Oeder ex Murray) Borbás
616. Rorippa palustris subsp. palustris (L.) Besser
617. Rorippa sylvestris subsp. sylvestris (L.) Besser
618. Rosa dumalis Bechst.
619. Rosa spinosissima L.
620. Rubus saxatilis L.
621. Rumex acetosa subsp. acetosa L.
622. Rumex acetosa subsp. islandicus
623. Rumex acetosella subsp. acetosella L.
624. Rumex arifolius All.
625. Rumex crispus subsp. crispus L.
626. Rumex longifolius DC.
627. Rumex obtusifolius subsp. obtusifolius L.
628. Rumex triangulivalvis (Danser) Rech. fil.
629. Ruppia maritima L.
630. Sabulina rubella (Wahlenb.) Dillenb. & Kadereit
631. Sabulina stricta (Sw.) Rchb.
632. Sagina alexandrae Iamonico
633. Sagina caespitosa (J. Vahl) Lange
634. Sagina nivalis (Lindblom) Fr.
635. Sagina nodosa subsp. nodosa (L.) Fenzl
636. Sagina procumbens subsp. procumbens L.
637. Sagina saginoides subsp. saginoides (L.) Karst.
638. Salix glauca subsp. callicarpaea L.
639. Salix glauca subsp. glauca L.
640. Salix herbacea L.
641. Salix lanata L.
642. Salix phylicifolia L.
643. Sanguisorba alpina Bunge
644. Sanguisorba officinalis subsp. officinalis L.
645. Saxifraga aizoides L.
646. Saxifraga cernua L.
647. Saxifraga cespitosa subsp. cespitosa L.
648. Saxifraga cotyledon L.
649. Saxifraga hirculus subsp. hirculus L.
650. Saxifraga hypnoides L.
651. Saxifraga oppositifolia subsp. oppositifolia L.
652. Saxifraga paniculata subsp. paniculata Mill.
653. Saxifraga rivularis subsp. rivularis L.
654. Saxifraga rosacea subsp. rosacea Moench
655. Scorzoneroides autumnalis subsp. autumnalis (L.) Moench
656. Sedum acre subsp. acre L.
657. Sedum annuum subsp. annuum L.
658. Sedum villosum L.
659. Selaginella selaginoides (L.) Schrank & C. F. P. Mart.
660. Senecio vulgaris subsp. vulgaris L.
661. Sesleria albicans subsp. albicans Kit. ex Schult.
662. Sibbaldia procumbens L.
663. Silene acaulis subsp. acaulis (L.) Jacq.
664. Silene dioica subsp. dioica (L.) Clairv.
665. Silene flos-cuculi (L.) Greuter & Burdet
666. Silene noctiflora L.
667. Silene suecica (Lodd.) Greuter & Burdet
668. Silene uniflora subsp. islandica (L.) Clairv.
669. Silene vulgaris subsp. vulgaris (Moench) Garcke
670. Sinapis alba L.
671. Sisymbrium altissimum L.
672. Sisymbrium officinale (L.) Scop.
673. Sorbus aucuparia subsp. glabrata
674. Sparganium angustifolium Michx.
675. Sparganium hyperboreum Laest. ex Beurl.
676. Sparganium natans L.
677. Spergula arvensis subsp. arvensis L.
678. Spergularia marina (L.) Besser
679. Spinulum annotinum subsp. alpestre L.
680. Stellaria borealis subsp. borealis Bigelow
681. Stellaria crassifolia Ehrh.
682. Stellaria graminea L.
683. Stellaria humifusa Rottb.
684. Stellaria media (L.) Vill.
685. Struthiopteris fallax (Lange) S. Molino, Gabriel y Galán & Wasowicz
686. Stuckenia filiformis subsp. filiformis (Pers.) Börner
687. Subularia aquatica subsp. aquatica L.
688. Succisa pratensis Moench
689. Tanacetum vulgare subsp. vulgare L.
690. Taraxacum acidotum M. P. Christ.
691. Taraxacum acutatum M. P. Christ.
692. Taraxacum akranesense M. P. Christ.
693. Taraxacum angustisquameum Dahlst. ex H. H. Lindb.
694. Taraxacum appositum M. P. Christ.
695. Taraxacum armatum M. P. Christ.
696. Taraxacum arrigens M. P. Christ.
697. Taraxacum azureum M. P. Christ.
698. Taraxacum brevihastatum M. P. Christ.
699. Taraxacum calanthum Dahlst.
700. Taraxacum ceratophorum (Ledeb.) DC.
701. Taraxacum chloodeum M. P. Christ.
702. Taraxacum ciconium M. P. Christ.
703. Taraxacum clitolobum M. P. Christ.
704. Taraxacum concavum M. P. Christ.
705. Taraxacum cordatifrons M. P. Christ.
706. Taraxacum croceum Dahlst.
707. Taraxacum cyclocentrum M. P. Christ.
708. Taraxacum cymbifolium H. Lindb. ex Dahlst.
709. Taraxacum declive M. P. Christ.
710. Taraxacum dentex M. P. Christ.
711. Taraxacum devexum M. P. Christ.
712. Taraxacum devians Dahlst.
713. Taraxacum divarium Sahlin ex Kirschner & Stepánek
714. Taraxacum dolichocentrum M. P. Christ.
715. Taraxacum egilsstadirense M. P. Christ.
716. Taraxacum erythrospermum Andrz. ex Besser
717. Taraxacum espinulosum M. P. Christ.
718. Taraxacum faeroense (Dahlst.) Dahlst. ex H. H. Johnst.
719. Taraxacum falcatum Brenner
720. Taraxacum furvum M. P. Christ.
721. Taraxacum galeiferum M. P. Christ.
722. Taraxacum gibberosum M. P. Christ.
723. Taraxacum gladiatum M. P. Christ.
724. Taraxacum haematicum G. E. Haglund ex H. Øllg. & H. Wittzell
725. Taraxacum hamidens M. P. Christ.
726. Taraxacum hastile M. P. Christ.
727. Taraxacum hastiliforme M. P. Christ.
728. Taraxacum hoplites M. P. Christ.
729. Taraxacum hypochaeris Dahlst.
730. Taraxacum islandicum Dahlst. ex M. P. Christ.
731. Taraxacum isolobum M. P. Christ.
732. Taraxacum laticonicum M. P. Christ.
733. Taraxacum latidens M. P. Christ.
734. Taraxacum latifrons M. P. Christ.
735. Taraxacum latihastatum M. P. Christ.
736. Taraxacum leucocephalum M. P. Christ.
737. Taraxacum limbatum Dahlst.
738. Taraxacum lonchophyllum M. P. Christ.
739. Taraxacum longihastatum M. P. Christ.
740. Taraxacum longisagittatum M. P. Christ.
741. Taraxacum longispinulosum M. P. Christ.
742. Taraxacum loratum M. P. Christ.
743. Taraxacum luteodens M. P. Christ.
744. Taraxacum luxurians M. P. Christ.
745. Taraxacum macromerum M. P. Christ.
746. Taraxacum melanocephalum M. P. Christ.
747. Taraxacum mucroniferum M. P. Christ.
748. Taraxacum naevosum Dahlst.
749. Taraxacum nematolobum M. P. Christ.
750. Taraxacum obovatifrons M. P. Christ.
751. Taraxacum ostenfeldii Raunk.
752. Taraxacum ostrinum M. P. Christ.
753. Taraxacum ovillum H. Øllg.
754. Taraxacum oxyphoreum M. P. Christ.
755. Taraxacum pardinum M. P. Christ.
756. Taraxacum parile M. P. Christ.
757. Taraxacum perdevexum M. P. Christ.
758. Taraxacum pergracile M. P. Christ.
759. Taraxacum pilosella Lundev. & H. Øllg.
760. Taraxacum planifrons M. P. Christ.
761. Taraxacum pravicentrum M. P. Christ.
762. Taraxacum pravum M. P. Christ.
763. Taraxacum proximum (Dahlst.) Dahlst.
764. Taraxacum pycnostictum M. P. Christ.
765. Taraxacum reclinatum M. P. Christ.
766. Taraxacum repletum (Dahlst.) Dahlst.
767. Taraxacum rhomboideum M. P. Christ.
768. Taraxacum rubellum M. P. Christ.
769. Taraxacum sagittifrons M. P. Christ.
770. Taraxacum scalenum M. P. Christ.
771. Taraxacum scotolepidiforme M. P. Christ.
772. Taraxacum selenodon M. P. Christ.
773. Taraxacum selenolobum M. P. Christ.
774. Taraxacum septentrionale Dahlst.
775. Taraxacum sigmoideum M. P. Christ.
776. Taraxacum spectabile Dahlst.
777. Taraxacum spiculiforme M. P. Christ.
778. Taraxacum stenoglossum Brenner
779. Taraxacum stictophyllum Dahlst.
780. Taraxacum subcrispum M. P. Christ.
781. Taraxacum subeximium M. P. Christ.
782. Taraxacum subhoplites M. P. Christ.
783. Taraxacum sublaeticolor Dahlst. ex Dahlst.
784. Taraxacum subnefrens M. P. Christ.
785. Taraxacum subpardinum M. P. Christ.
786. Taraxacum subreduncum M. P. Christ.
787. Taraxacum subscolopendricum M. P. Christ.
788. Taraxacum tenebricans (Dahlst.) Dahlst.
789. Taraxacum triangulare H. Lindb. fl
790. Taraxacum triste M. P. Christ.
791. Taraxacum ulophyllum M. P. Christ.
792. Taraxacum uncatilobum M. P. Christ.
793. Taraxacum vestmannicum M. P. Christ.
794. Taraxacum xiphoideum G. E. Haglund
795. Thalictrum alpinum L.
796. Thlaspi arvense L.
797. Thymus drucei Ronniger
798. Tofieldia pusilla (Michx.) Pers.
799. Trichophorum cespitosum (L.) Hartm.
800. Trifolium pratense subsp. pratense L.
801. Trifolium repens L.
802. Triglochin maritima L.
803. Triglochin palustris L.
804. Tripleurospermum maritimum subsp. maritimum (L.) W. D. J. Koch
805. Tripleurospermum maritimum subsp. nigriceps L.
806. Tussilago farfara L.
807. Urtica dioica subsp. dioica L.
808. Utricularia minor L.
809. Vaccinium microcarpum (Turcz. ex Rupr.) Schmalh. ex Busch
810. Vaccinium myrtillus subsp. myrtillus L.
811. Vaccinium uliginosum subsp. uliginosum L.
812. Vaccinium vitis-idaea subsp. vitis-idaea L.
813. Veronica alpina subsp. alpina L.
814. Veronica alpina subsp. pumila L.
815. Veronica anagallis-aquatica subsp. anagallis-aquatica L.
816. Veronica arvensis L.
817. Veronica chamaedrys subsp. chamaedrys L.
818. Veronica fruticans subsp. fruticans Jacq.
819. Veronica officinalis L.
820. Veronica persica Poir.
821. Veronica scutellata L.
822. Veronica serpyllifolia L.
823. Vicia cracca L.
824. Vicia sepium L.
825. Viola canina subsp. canina L.
826. Viola epipsila subsp. epipsila Ledeb.
827. Viola palustris subsp. palustris L.
828. Viola riviniana Rchb.
829. Viola ruppii All.
830. Viola tricolor subsp. curtisii L.
831. Viola tricolor subsp. tricolor L.
832. Woodsia alpina (Bolton) Gray
833. Woodsia ilvensis (L.) R. Br.
834. xDactyloglossum ×evae R. Breiner
835. Zannichellia palustris subsp. palustris L.
836. Zostera angustifolia (Hornem.) Rchb.
837. Zostera marina L.